# Shire of Broomehill-Tambellup
Shire of Broomehill-Tambellup is een lokaal bestuursgebied (LGA) in de regio Great Southern in West-Australië. In 2021 telde de Shire of Broomehill-Tambellup 1.046 inwoners.

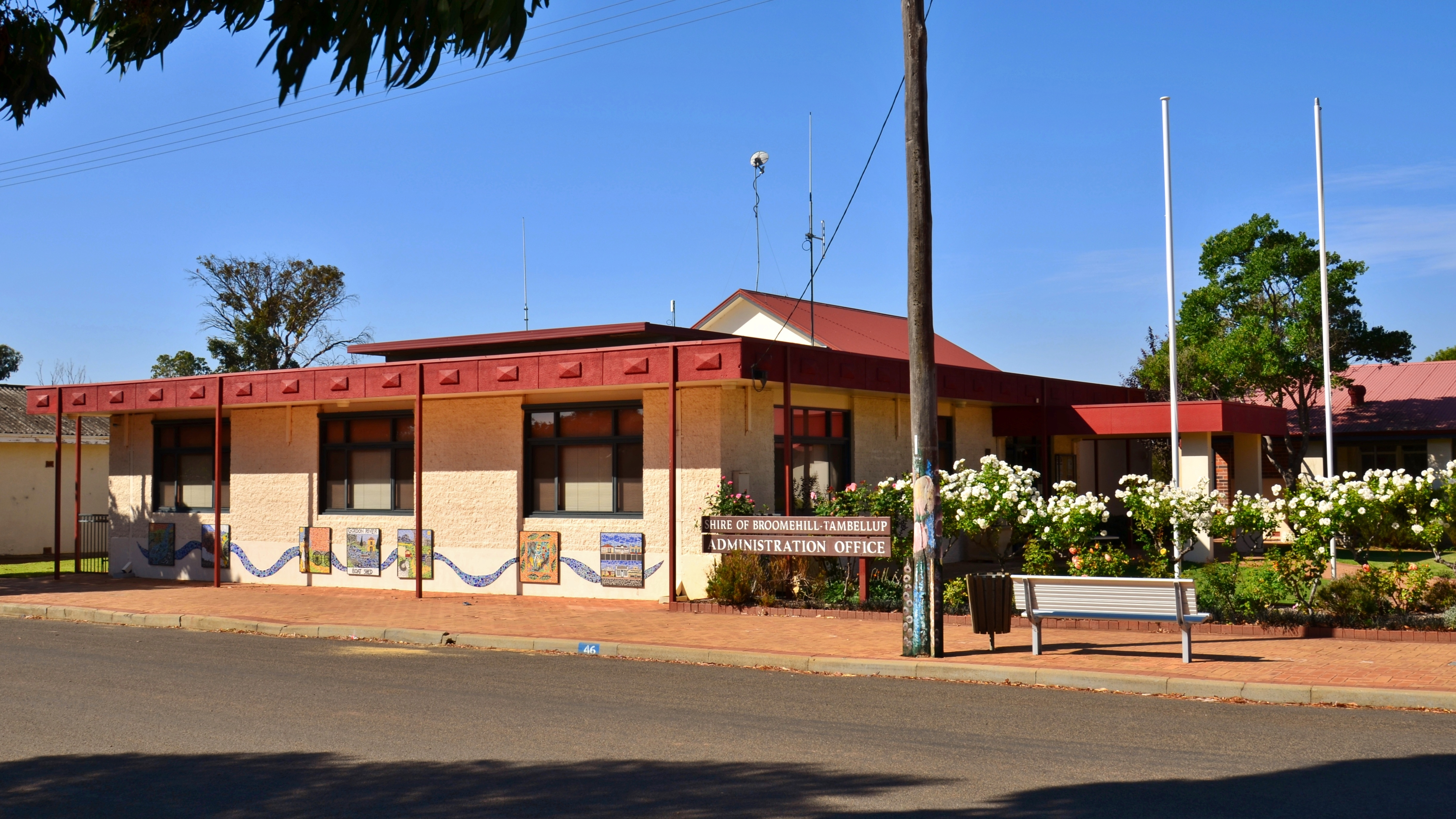
Districtskantoren te Tambellup

## Geschiedenis
Op 19 mei 1892 werd het 'Broomehill Road District' en op 13 oktober 1905 het 'Tambellup Road District' opgericht. Ten gevolge de 'Local Government Act' van 1960 veranderden de districten op 23 juni 1961 van naam en werden de 'Shire of Broomehille' en de 'Shire of Tambellup'.
Op 27 mei 2008 werden beide districten ontbonden en samengevoegd tot de 'Shire of Broomehill-Tambellup'.

## Beschrijving
'Shire of Broomehill-Tambellup' is een district in de regio Great Southern. Het is 2.609 km² groot en ligt ongeveer 320 kilometer ten zuidzuidoosten van de West-Australische hoofdstad Perth. Het telde 1.046 inwoners in 2021. De hoofdplaats is Tambellup.

## Plaatsen, dorpen en lokaliteiten
- Broomehill
- Tambellup
- Lake Toolbrunup
- Peringillup
- Tunney